# 梁归智
梁归智（1949年11月—2019年10月21日），男，生于北京，祖籍山西祁县。中国当代红学家、辽宁师范大学文学院教授。

## 生平
1949年11月生于北京，祖籍山西祁县。1975年毕业于山西农业大学园林系，1978年至1981年师从山西大学中文系教授姚奠中（章太炎的关门弟子）攻读中国古典文学研究生，毕业后在山西大学中文系任教，1991年晋升教授。1999年调任至辽宁师范大学文学院任教授、硕士研究生导师。2019年10月21日晚间在大连去世。

## 著作
著作包括：
- 《红楼梦探佚》（初版名《石头记探佚》）
- 《红楼梦诗词韵语新赏》（初版名《红楼赏诗》）
- 《独上红楼：九面来风说红学》
- 《红楼疑案：红楼梦探佚琐话》
- 《红楼探佚红》
- 《禅在红楼第几层》
- 《新评新校红楼梦》
- 《被迷失的世界：红楼梦佚话》
- 《红楼风雨梦中人：红学泰斗周汝昌传》

- 《箫剑集》
- 《神仙意境》
- 《大俗小雅：元代文化人心迹追踪》
- 《<飞丸记>评注》
- 《大家精要：苏轼》
- 《国学诗韵书情：姚奠中学术评传》
- 《金刚经坛经心经地藏经译注》
- 《仰山小释迦：慧寂大师传》（传记小说）
- 《即色本空：支遁大师传》（传记小说）
- 《新评新校西游记》
- 《新评新校三国演义》
- 《红莓与白桦：俄罗斯游学记》
- 《精彩人物描写在作文中的借鉴》
- 《巴黎：一席浮动的豪宴》（英译汉著作）
- 《梁园东史学论集》（主编）